# 판결이유
판결이유(ratio decidendi)는 어떤 판결을 내리기 위해 적용된 법적, 정치적, 도덕적, 혹은 사회적인 원칙이다. 영미법 체계에서는 과거 판례는 구속력을 가지므로 판례의 판결이유 역시 구속력을 가지는 원칙이 된다. 판결이유가 아닌 방론(obiter dictum)과 대비되는 개념이다.

## 같이 보기
- 방론